# Филипик (генерал)
Филипик  (Philippikos; † 614) е източноримски военачалник през 6/7 век.
Филипик e от арменски произход. Той е женен за Гордия, сестра на източноримския император Маврикий, който го произвежда през 582 г. за comes excubitorum (командир на гарда), една от най-важните позиции на императорския двор.
През 584 г. Филипик става magister militum (генерал) и става наследник на Йоан Мистакон като главен командир на Изток, където Източен Рим води война от 572 г. с новоперсийското Сасанидско царство.
През пролетта на 587 г. Филипик се разболява и е сменен с генерал Приск, което предизвиква бунт на войниците и той 589 г. отново поема поста си. Още същата година е сменен с тракиецът генерал Коментиол.
Филипик се появява отново в източниците по време на Балканските походи на Маврикий, когато получава през 598 г. от Коментиол главното командване на войските на Балкана и бие българите („Bulgaren“) (вероятно защита от аварите, които след превземането на Дризипера стоят близо пред Константинопол).  Малко след това той е произведен за patrikios. В края на 602 г. Маврикий и всичките му мъжки роднини са убити по време на бунт на Дунавските войски. Нов император става по ранг нишият офицер Фока. Хосрау II се възползва и през 603 г. персийските войски навлизат в царството.
Филипик основава манастир при Хрисополис и става духовник.
През 612 г. Филипик e отново magister militum per Orientem и се бие с персите. През 614 г. той умира и е погребан в църква в Хрисополис.